# Anna Bomboyeva
Anna Bomboyeva (en ruso: Анна Бомбоева; 2 de junio de 1992) es una deportista rusa que compitió en tiro con arco, en la modalidad de arco recurvo. Ganó dos medallas de bronce en el Campeonato Europeo de Tiro con Arco en Sala, en los años 2011 y 2013, ambas en la prueba de equipo.

## Palmarés internacional
| Campeonato Europeo en Sala | Campeonato Europeo en Sala | Campeonato Europeo en Sala | Campeonato Europeo en Sala |
| Año                        | Lugar                      | Medalla                    | Prueba                     |
| -------------------------- | -------------------------- | -------------------------- | -------------------------- |
| 2011                       | Cambrils (España)          | Medalla de bronce          | Equipo                     |
| 2013                       | Rzeszów (Polonia)          | Medalla de bronce          | Equipo                     |